# Іванково (Цілинний округ)
Іва́нково (рос. Иванково) — село у складі Цілинного округу Курганської області, Росія.
Населення — 206 осіб (2010, 278 у 2002).
Національний склад станом на 2002 рік:
- росіяни — 73 %